# О Тебе радуется (круг Дионисия)
«О тебе радуется…» — икона, созданная одним из мастеров из окружения иконописца Дионисия в XVI веке. В настоящее время находится в собрании древнерусской живописи Государственной Третьяковской галереи (Москва).

## Сюжет
Название этого типа икон, посвященных Богоматери, происходит от первых слов песнопения в богослужении православной церкви, созданном Иоанном Дамаскином: «О тебе радуется, Благодатная, всякая тварь: ангельский собор и человеческий род…». Начало распространения икон «О Тебе радуется…» относится к XV веку. Икона, атрибутируемая мастеру круга Дионисия, является одним из древнейших образцов этого типа.

## Описание
В центре композиции — Богоматерь с младенцем на золотом престоле и в зелёно-голубой «славе» (ореоле). Вокруг них размещаются поющие ангелы, славу слева и справа фланкируют фигуры архангелов Михаила и Гавриила. Слева, у ног Богоматери, стоит Иоанн Дамаскин, на то, что он «песнопевец Богоматери», указывает развёрнутый свиток в руках святого. На заднем плане архитектурная композиция, символизирующая Небесный Иерусалим; растения, окружающие его, знаменуют собой райский сад. За Иоанном Дамаскином располагаются Иоанн Предтеча с праведниками. В нижней части композиции, на земле, стоят две плотные группы — это пророки, святители, отшельники и мученики. Они также присоединены к ангельскому хору, поющему хвалу Богоматери. Их праздничные одежды, светящиеся яркими красками — белые, красные, зелёные, золотистые — как бы вторят торжественной мелодии песнопения.
Несмотря на то, что многие персонажи в нижней части композиции к моменту написания иконы почитались святыми, все они лишены нимбов. По мнению Киры Корнилович, таким образом художник показывает, что они дети земли, однако в помыслах своих сливаются с обитателями мира горнего. Это единение подчёркивается всем строем композиции: престол Богоматери стоит на вершине скалы, у её подножия — земля и её жители, фигуры Дамаскина и Предтечи занимают промежуточное положение между миром здешним и небесами, так подчёркивается их роль заступников за род человеческий перед Богом. Связь между двумя мирами передаётся взорами, направленными у сонма ангелов к земле, а у людей к небесам.